# 12
Het jaar 12 is het twaalfde jaar in de 1e eeuw volgens de christelijke jaartelling.

## Gebeurtenissen

### Europa
- Tiberius Julius Caesar laat in de Lage Landen het Castellum Flevum (huidige Velsen) bouwen, er wordt een haven aangelegd voor de handelscontacten met de Friezen.

### Parthië
- Artabanus II (r. 12 - 38) laat zich in Ctesiphon uitroepen tot koning van het Parthische Rijk en bestijgt de troon. Vonones I vlucht naar Armenië.

### Palestina
- Annius Rufus volgt Marcus Ambibulus op als derde praefectus over Judea.

## Geboren
- 31 augustus - Gaius Caesar Augustus Germanicus (Caligula), keizer van het Romeinse Keizerrijk (overleden 41)
- Lucius Junius Silanus, Romeins praetor en staatsman (overleden 49)
- Titus Vinius, Romeins consul en veldheer (overleden 69)